# Złota
Złota è un comune rurale polacco del distretto di Pińczów, nel voivodato della Santacroce.
Ricopre una superficie di 481,7 km² e nel 2004 contava 10 939 abitanti.